# Nyctus
Nyctus is een geslacht van vlinders van de familie dikkopjes (Hesperiidae), uit de onderfamilie Hesperiinae.

## Soorten
- N. crinitus Mabille, 1891
- N. hiarbas (Cramer, 1775)